# والتر طوماس ماكغفرن
والتر طوماس ماكغفرن (بالإنجليزية: Walter Thomas McGovern)‏ هو قاضي ومحامي أمريكي، ولد في 24 مايو 1922 في سياتل في الولايات المتحدة.